# Michael Newman
Michael Newman (Comtat de Los Angeles, 21 d'agost de 1956 - Los Angeles, 20 d'octubre de 2024) va ser un socorrista, bomber i actor de televisió estatunidenc. Va ser socorrista durant 20 anys i es va fer conegut per participar en la sèrie de televisió Baywatch interpretant-se a si mateix.
Va adquirir fama per interpretar-se a si mateix a la sèrie de televisió Baywatch (1989-2000), alguns cameos a Baywatch Nights (1995) i l'especial Baywatch: White Thunder at Glacier Bay (1998). També va aparèixer a la pel·lícula fent el mateix personatge de la sèrie: Els vigilants de la platja: Missió Hawaii (TV) (2003). Amb 109 aparacions va ser un dels personatges que van aparèixer més vegades a la sèrie, només superat per David Hasselhoff i Jeremy Jackson.
Estava casat amb Sarah Newman, amb qui va tenir dos fills. Al novembre de 2011 va revelar que va ser diagnosticat amb síndrome de Parkinson. Va morir el 20 d'octubre de 2024 als 68 anys.